# Edward Francis Rimbault

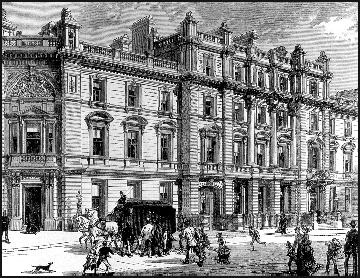
Bow Street, carrer de Londres, en el temps de Rimbault

Edward Francis Rimbault (Londres, Regne Unit, 1816 - 1876) fou un musicòleg, musicògraf i compositor anglès. Fou deixeble del seu pare, el qual era un bon organista, i als setze anys es feu càrrec de l'orgue de la capella suïssa del Soho londinenc, començant poc temps després els estudis sobre història de la música que tanta fama li hauria de donar. El 1841 amb William Chappell i Taylor fundà la Musical Antiquerium Society, i, a més, fou nomenat secretari de la Percy Society i de la Mottet Society, rebent més tard els títols de doctor honoris causa de la Universitat de Göttingen i de doctor juris honoris causa de la de Boston.

## Obres
Els seus treballs didàctics i històrics són: Un mètode per a piano; dos mètodes per harmònium; Història de l'orgue; Història del piano; Bibliographia madrigalina (1847); Gallery of German composers (1873), I gran nombre d'articles, conferències, etc. Escrigué a més diverses reduccions per a piano, i com a compositor les obres escèniques: The fair maid of Islington (1838); The castle spectu (1839), a més d'algunes melodies vocals.
Altres composicions seves foren:
- Cathedral Music de Samuel Arnold;
- A collection of Cathedral Music;
- Cathedral Chants of the 16th, 17th and 18th centuries: The full Cathedral Service of Thomas Tallis;
- The order of daily service with the musical notation as adpted and composed by T. Tallis;
- A collection of service and anthems chiefly adapted from the works of Palestrina, Orlando di Lasso, Victoria, Colonna, etc. 3 volums;
- A collection of anthems by composer of the madrigalian era;
- The order of morning and evening prayer;
- The order of daily service (1844);
- The handbook for the parish choir, a collection of psalmtunes, services, anthems, chants, Sanctus, etc.;
- The whole book of psalmes, d'Esther;
- Book of common prayer;
- First book of ballets for 5 voices, de Morley;
- First set of mdrigals for 3-5 voices, de Bateson;
- L'òpera Bonduca, de Henry Purcell, amb una història de la música dramàtica d'Anglaterra;
- Parthenia, or the first music ever printed for the virginals;
- Nursery rhymes, with the tunes;
- Christ mar carols with the ancient melodies;
- The ancient vocal music of England;
- The rounds, catches and canons of England.